# Ja en tenim prou
Ja en tenim prou és una pel·lícula documental co-dirigida per Toni Canet, Enrique Navarro, Rafa Xambó i Artur Balaguer el 26 d'abril de 2007. Es tracta d'un film a l'estil de "Hay motivos" i "Hai que botalos", promogut per una amalgama cívica integrada per artistes, músics, professionals de l'audiovisual, associacions culturals i moviments socials amb l'objectiu de promoure el vot progressista que permeta el canvi polític a la Generalitat Valenciana a les eleccions a les Corts Valencianes de 2007.

## Argument
La pel·lícula està composta per talls de curta durada on apareixen algunes personalitats de la cultura valenciana denunciant situacions com l'accident de metro a València, la visita del Papa, la corrupció o la deterioració ambiental i cultural. En "Ja en tenim prou" es donen cita moltes de les formes contemporànies de l'expressió audiovisual, des del documental al vídeo-art, des de la ficció a la poesia visual, del clip musical a la comèdia.

## Estrena
L'estrena del documental s'anuncià per al 26 d'abril del 2007 de manera simultània en multitud de locals i espais públics. Donat que la data estava en ple període electoral, la Junta Electoral va prohibir la reproducció pública el que provocà la crítica dels responsables acusant al Partit Popular de censura i utilització de les institucions democràtiques.

## Repartiment
Algunes de les persones que participaren en el documental són:
- Andreu Alfaro
- Àngela Salax
- Antoni Arnau
- Arcadi Blasco
- Carles Cortés
- Carles Santos
- Cristina Plazas
- Diego Gómez
- Encarnación Bataller
- Enrique Cerdán Tato
- Ferran Torrent
- Francesc de Paula Burguera
- Francesc Durà
- Graciela Ferrer
- Javier Larrauri
- Joan Francesc Mira
- Joan Pinyana
- Jordi Caballero
- Josep Vidal
- Lliris Picó
- Lola Serón
- Luis Cerrillo
- Manuel Parra
- Miguel Esteve
- Paco Mateu
- Paco Sanz
- Pepe Azorín
- Rafa Gascó
- Rosana Pastor
- Salvador Blanco
- Toni Gisbert
- Vicent Ferrer
- Vicent Torres
- Xavi Castillo